# Ala Exploratorum Pomariensium
Die Ala Exploratorum Pomariensium [Gordiana] [Severiana] (deutsch Ala [„Flügel“] der Kundschafter in Pomaria [die Gordianische] [die Severianische]) war eine römische Auxiliareinheit. Sie ist durch Inschriften belegt.

## Namensbestandteile
- Exploratorum: der Kundschafter oder Späher.

- Pomariensium: in Pomaria.

- Gordiana: die Gordianische. Der Zusatz kommt in der Inschrift (CIL 8, 9907) vor.

- Severiana: die Severianische. Der Zusatz kommt in der Inschrift (CIL 8, 9906) vor.

Da es keine Hinweise auf den Namenszusatz milliaria (1000 Mann) gibt, war die Einheit eine Ala quingenaria. Die Sollstärke der Ala lag bei 480 Mann, bestehend aus 16 Turmae mit jeweils 30 Reitern.

## Geschichte
Möglicherweise war die Einheit ursprünglich ein Numerus, der lokal in der Provinz Mauretania Caesariensis rekrutiert worden war und später zu einer Ala aufgewertet wurde. Die Einheit war für vermutlich die ganze Dauer ihrer Existenz in Mauretania Caesariensis stationiert.
Der letzte Nachweis der Ala beruht auf der Inschrift (CIL 8, 9745), die auf 242 n. Chr. datiert ist.

## Standorte
Standorte der Ala in Mauretania Caesariensis waren möglicherweise:
- Pomaria (Tlemcen): Die Inschriften (CIL 8, 9906 bis CIL 8, 9909) wurden hier gefunden.

## Angehörige der Ala
Folgende Angehörige der Ala sind bekannt:

### Kommandeure
| - Ant(onius) Ianuarius, ein Präfekt (CIL 8, 9909) - Caecilius Iovinus (CIL 8, 9908) - Fl(avius) Cassianus, ein Präfekt (CIL 8, 9906) | - M[] Fl[] (CIL 8, 9907) - S(extus) Iulius [In]genuus, vermutlich ein Praepositus (CIL 8, 21704); er war auch Kommandeur der Cohors II Sardorum. |

### Sonstige
- Porcius Quintus, ein Decurio und ehemaliger Praepositus eines Numerus (CIL 8, 9745)